# France A. Córdova
France Anne-Dominic Córdova (née le 5 août 1947) est une astrophysicienne et administratrice américaine qui est la quatorzième directrice de la Fondation nationale pour la science. Auparavant, elle est la onzième présidente de l'Université Purdue de 2007 à 2012. Elle est maintenant présidente de la Science Philanthropy Alliance.

## Premières années
Córdova est née à Paris, France, l'aînée de douze enfants. Sa mère est irlandaise-américaine et son père, diplômé et homme d'affaires mexicain-américain de West Point,. Elle fréquente le lycée Bishop Amat High School à La Puente, en Californie, à l'est de Los Angeles, puis l'Université Stanford, où elle obtient avec distinction un baccalauréat en anglais et mène des travaux anthropologiques sur le terrain dans un pueblo indien zapotèque à Oaxaca Mexique. Elle obtient un doctorat en physique du California Institute of Technology en 1979.

## Carrière
Córdova travaille au sein du groupe d'astronomie spatiale et d'astrophysique du laboratoire national de Los Alamos de 1979 à 1989, où elle est également cheffe de groupe adjointe. Elle dirige le département d'astronomie et d'astrophysique de l'Université d'État de Pennsylvanie de 1989 à 1993. En 1993, Córdova devient scientifique en chef de la NASA, poste qu'elle occupe jusqu'en 1996.
Córdova va ensuite à l'Université de Californie à Santa Barbara où elle est vice-chancelière pour la recherche et professeur de physique. En 2002, elle est nommée chancelière de l'Université de Californie à Riverside, où elle est également professeure émérite de physique et d'astronomie. Córdova dirige les premières étapes vers la création de l'UC Riverside School of Medicine.
Elle devient le onzième président de l'Université Purdue en 2007. Son administration supervise la création du Purdue's College of Health and Human Sciences et de son Global Policy Research Institute,. À la fin de son mandat, les administrateurs de Purdue lui attribuent le mérite d'avoir mené l'école à des niveaux records de financement de la recherche, de classement de réputation et de taux de rétention des étudiants.
Elle contribue scientifiquement dans les domaines de l'astrophysique observationnelle et expérimentale, de la recherche multispectrale sur les sources de rayons X et gamma et de l'instrumentation spatiale. Elle publie plus de 150 articles scientifiques, le plus récent en 2007. En septembre 2007, elle est nommée au conseil d'administration de BioCrossroads, l'initiative de l'Indiana visant à développer les sciences de la vie grâce à une collaboration public-privé qui soutient la recherche et les forces des entreprises de la région tout en encourageant le développement de nouvelles entreprises.
Le président Barack Obama nomme Córdova au conseil d'administration de la Smithsonian Institution en 2009, et elle sert jusqu'en 2014. Elle est présidente du Board of Regents de 2012 à 2014.
En 2014, Córdova est nommée par Obama et confirmée par le Sénat des États-Unis en tant que 14e chef de la Fondation nationale pour la science.
Après son départ de la NSF, Córdova est élue au conseil d'administration de Caltech en juin 2020. En mai 2021, elle est également nommée présidente de la Science Philanthropy Alliance.

## Vie privée
Córdova est mariée à l'éducateur scientifique Christian J. Foster, avec qui elle a deux enfants, Anne-Catherine et Stephen.

## Honneurs et récompenses
En 1996, il reçoit la plus haute distinction de la NASA, la Médaille du service distingué de la NASA. Elle est reconnue comme lauréate 2000 Kilby, pour « ses contributions à la société par le biais de la science, de la technologie, de l'innovation, de l'invention et de l'éducation ». Elle est nommée l'une des 80 femmes hispaniques d'élite par Hispanic Business Magazine en 2002. Elle est nommée par le président George W. Bush au Conseil national des sciences en 2008. En 2012, elle reçoit le Women in Space Science Award du Planétarium Adler.
Le centre sportif récréatif France A. Córdova de l'Université Purdue est nommé en son honneur en 2012. Une rénovation de 98 millions de dollars de l'installation de 55 ans est approuvée pendant sa présidence.
Córdova est membre de l'Association américaine pour l'avancement des sciences (AAAS), de l'Association for Women in Science (AWIS) et de l'Académie américaine des arts et des sciences, et est associée nationale des National Academies. Elle est membre honoraire de l'Académie royale d'Irlande. Elle reçoit de nombreux doctorats honorifiques, notamment de l'Université Loyola Marymount de Los Angeles (1997), de l'Université Ben Gourion du Néguev (2011), de l'Université Purdue (2012), de l'Université Duke (2015), de l'Université du Connecticut (2016) et Institut de technologie de Rochester (2016).